# Francoska Formula 3
Francoska Formula 3 je nekdanje dirkaško prvenstvo formul v Franciji, ki je potekalo med letoma 1964 in 2002.

## Prvaki
| Leto | Dirkač                | Moštvo                                              |
| ---- | --------------------- | --------------------------------------------------- |
| 1964 | Henry Grandsire       | Alpine-Renault                                      |
| 1965 | Jean-Pierre Beltoise  | Matra Sports-Ford                                   |
| 1966 | Johnny Servoz-Gavin   | Matra Sports-Ford                                   |
| 1967 | Henri Pescarolo       | Matra Sports-Ford                                   |
| 1968 | François Cevert       | Volant Shell Tecno-Ford                             |
| 1969 | François Mazet        | Volant Shell Tecno-Ford Lotus Components Lotus-Ford |
| 1970 | Jean-Pierre Jaussaud  | Volant Shell Tecno-Ford Winfield Martini-Ford       |
| 1971 | Patrick Depailler     | Alpine-Renault                                      |
| 1972 | Michel Leclere        | Alpine Alpine-Renault                               |
| 1973 | Jacques Laffite       | Martini-Ford                                        |
| 1978 | Alain Prost           | Martini ORECA Martini-Renault                       |
| 1978 | Jean-Louis Schlesser  | Schlesser Chevron-Toyota                            |
| 1979 | Alain Prost           | Martini-Renault                                     |
| 1980 | Alain Ferté           | Martini-Renault                                     |
| 1981 | Philippe Streiff      | Motul Nogaro Martini-Alfa Romeo                     |
| 1982 | Pierre Petit          | DPR Ralt-Toyota Ralt-VW                             |
| 1983 | Michel Ferté          | ORECA Martini-Alfa Romeo                            |
| 1984 | Olivier Grouillard    | ORECA Martini-Alfa Romeo                            |
| 1985 | Pierre-Henri Raphanel | ORECA Martini-Alfa Romeo                            |
| 1986 | Yannick Dalmas        | ORECA Martini-VW                                    |
| 1987 | Jean Alesi            | ORECA Martini-Alfa Romeo Dallara-Alfa Romeo         |
| 1988 | Erik Comas            | ORECA Dallara-Alfa Romeo                            |
| 1989 | Jean-Marc Gounon      | ORECA Reynard-Alfa Romeo                            |
| 1990 | Eric Hélary           | Formula Project Reynard-Mugen Ralt-Mugen            |
| 1991 | Christophe Bouchut    | Graff Ralt-VW                                       |
| 1992 | Franck Lagorce        | Promatecme Dallara-Opel                             |
| 1993 | Didier Cottaz         | Formula Project Dallara-Fiat                        |
| 1994 | Jean-Philippe Belloc  | Winfield Dallara-Fiat                               |
| 1995 | Laurent Redon         | Promatecme Dallara-Fiat                             |
| 1996 | Soheil Ayari          | Graff Dallara-Opel                                  |
| 1997 | Patrice Gay           | Graff Dallara-Opel                                  |
| 1998 | David Saelens         | ASM Dallara-Renault                                 |
| 1999 | Sebastien Bourdais    | La Filiere Martini-Opel                             |
| 2000 | Jonathan Cochet       | Signature Dallara-Renault                           |
| 2001 | Ryo Fukuda            | Saulnier Dallara-Renault                            |
| 2002 | Tristan Gommendy      | ASM Dallara-Renault                                 |